# Boško Antić
Božidar "Boško" Antić, em sérvio Божидар "Бошко" Антић (Sarajevo, 7 de janeiro de 1945 - 3 de dezembro de 2007), foi um treinador e futebolista profissional sérvio nascido em território da atual Bósnia e Herzegovina que na época pertencia ao Estado Independente da Croácia (estado fantoche da Alemanha Nazista). Atuava como atacante.

## Carreira
Boško Antić fez parte do elenco da Seleção Iugoslava de Futebol da Eurocopa de 1968.  

## Títulos
- Eurocopa de 1968 - 2º Lugar